# Henri Storck
Henri Storck (Ostenda, 5 settembre 1907 – Uccle, 17 settembre 1999) è stato un artista belga, cineasta e documentarista.

## Biografia
Autore di più di sessanta pellicole, famoso per cortometraggi come Misère au Borinage, il suo nome resta associato imperituramente alla scuola del documentario belga, un po' come il nome di John Grierson si lega a quella del documentario britannico. Storck inizia girando dei documentari sperimentali sulla sua città natale, quindi sperimenta il found footage, realizza film militanti, lavora sull'occupazione tedesca e, dalla Liberazione, in Belgio diventa ufficialmente un cineasta, definito il padre del documentario belga. Ha ispirato numerosi documentaristi belgi, tra cui i Fratelli Dardenne i quali, ricevendo la Palma d'oro per Rosetta, gli hanno reso omaggio. La sua ultima opera, Permeke, gli permette di vincere il premio André Cavens della Union de la Critique de Cinéma.

## Opere
1927-1928
- Films d'amateur sur Ostende

1929-1930
- Pour vos beaux yeux - 8 '
- Images d'Ostende - 12 '

1930
- Une pêche au hareng - 15 '
- le Service de sauvetage à la côte belge - 18 '
- Ostende, reine des plages - 11 '
- Les Fêtes du Centenaire - 7 '
- Trains de plaisir - 8 '
- Films abstraits dessinés sur pellicule
- La Mort de Vénus - 10 '
- Suzanne et les vieillards|Suzanne au bain - 10 '

1931
- Une idylle à la plage - 35 '

1932
- Les Travaux du tunnel sous l'Escaut - 20 '
- Histoire du soldat inconnu - 10 ' (dal 1959 c'è anche una versione sonora)
- Sur les bords de la caméra - 10 '

1933
- Trois vies et une corde - 33 '
- Misère au Borinage - 28 ' (realizzato con Joris Ivens; dal 1963 c'è anche una versione sonora)

1934
- Création d'ulcères artificiels chez le chien - 15 '
- La Production sélective du réseau à 70 kVA - 20 '

1935
- Électrification de la ligne Bruxelles-Anvers - 20 '
- L'Île de Pâques - 26 '
- Le Trois-mâts Mercator - 23 '
- Cap au Sud - 25 '
- L'Industrie de la tapisserie et du meuble sculpté - 13 '
- Le Coton - 13 '

1936
- Les Carillons - 13 '
- Les Jeux de l'été et de la mer - 14 '
- Sur les routes de l'été - 15 '
- Regards sur la Belgique ancienne - 20 '

1937
- La Belgique nouvelle - 26 '
- Un ennemi public - 27 '
- Les Maisons de la misère - 30 '

1938
- Comme une lettre à la poste - 25 '
- La Roue de la fortune (film)|La Roue de la fortune - 15 '
- Terre de Flandre - 11 '
- Vacances (film)|Vacances - 11 '
- Le Patron est mort - 31 '
- Pour le droit et la liberté à Courtrai[1] - 13 '

1940
- La Foire internationale de Bruxelles - incompiuto

1942-1944
- Symphonie paysanne: Le Printemps - 31 '
- Symphonie paysanne: l'Été - 23 '
- Symphonie paysanne: Noces paysannes - 19 '
- Symphonie paysanne: l'Automne - 20 '
- Symphonie paysanne: l'Hiver - 22 '

1945
- Rencontre d'artistes - 7 '

1946
- Le Monde de Paul Delvaux - 11 '

1947
- La Joie de revivre - 13 '

1948
- Rubens - 65 ' (realizzato con Paul Haesaerts)

1949
- Au carrefour de la vie - 28 '

1950
- Carnaval (film)|Carnaval - 15 '

1951
- Le Banquet des fraudeurs - 90 ' con Françoise Rosay, Raymond Pellegrin, Arthur Devère, Paul Frankeur, Jean-Pierre Kérien, Marguerite Daulboys e altri

1952
- La Fenêtre ouverte - 18 '

1953
- Herman Teirlinck (film)|Herman Teirlinck - 55 '

1954
- Les Belges et la mer - 15 '
- Les Portes de la nation - 15 '

1953-1954
- Le Tour du monde en bateau-stop - 20 '

1955
- Le Trésor d'Ostende - 24 '
- Dieci reportage sul Congo belga, l'Argentina e il Brasile

1956
- Décembre, mois des enfants - 21 ' 30 "

1957
- Couleur de feu - 45 '

1960
- Les Gestes du silence - 15 '

1961
- Les Dieux du feu - 12 '
- L'Énergie est à vous - 20 ' (realizzato con Philippe Arthuys)

1962
- Variations sur le geste - 23 '
- Le Bonheur d'être aimé ou Félix Labisse - 14 '
- Les Malheurs de la guerre - 11 '

1963
- Plastiques

1964
- Matières nouvelles - 17 '
- Enquête sociologique en Yougoslavie

1965
- Le Musée vivant - 34 '

1970-1971
- Paul Delvaux, ou les femmes défendues - 18 '
- Festa del Belgio: Le Carnaval d'Ostende - 12 ' 30 "
- Festa del Belgio: Le Mardi gras à Alost - 11 ' 30 "
- Festa del Belgio: Le Carnaval de Malmédy - 12 ' 30 "
- Festa del Belgio: Le Théâtre de rues à Malmedy - 11 ' 30 "
- Festa del Belgio: Les Gilles de Binche - 26 '
- Festa del Belgio: La Plantation de Meyboom et le théâtre de Toone à Bruxelles - 14 ' 30 "
- Festa del Belgio: La Procession du Saint-Sang à Bruges, les pénitents de Furnes - 12 ' 45 "
- Festa del Belgio: Les Blancs Moussîs de Stavelot et la Ducasse de Mons - 13 ' 30 "
- Festa del Belgio: La Passion du Christ à Lessines et à Ligny
- Festa del Belgio: Les Fêtes d'Outremeuse à Liège - 14 ' 30 "
- Festa del Belgio: Les Chinels de Fosses
- Festa del Belgio: Les Grands-més de La Louvière
- Festa del Belgio:' le Tir des Campes à Liège - 12 '

1975 
- Fifres et tambours d'entre Sambre et Meuse - 21 '
- Les Marcheurs de Sainte Rolande - 17 '
- Les Joyeux tromblons - 16 '

1978
- Le Chant du peintre - 11 '

1985
- Permeke - 90 ' (realizzato con Patrick Conrad)

## Titoli
- Dottore honoris causa della Vrije Universiteit Brussel (1978) et dell'Université libre de Bruxelles (1995)
- cofondatore, con André Thirifays e Pierre Vermeylen, della Cinémathèque de Belgique (1938)
- presidente onorario dell'Association belge des auteurs de films et de télévision (1992)
- membro fondatore dell'Association internationale des documentalistes (AID, 1963)
- ex professore all'Institut des arts de diffusion (IAD) di Bruxelles (1966-1968)

## Reportage su Storck
- (FR)  Reportage della RTBF del 4 agosto 2006.